# Heather Simmons-Carrasco
Pour les articles homonymes, voir Simmons et Carrasco.
Heather Lee Simmons-Carrasco, née le 25 mai 1970 à Mountain View (Californie), est une nageuse synchronisée américaine.

## Carrière
Lors des Jeux olympiques de 1996 à Atlanta, Heather Simmons-Carrasco est sacrée championne olympique par équipes avec Tammy Cleland, Suzannah Bianco, Heather Pease, Becky Dyroen-Lancer, Nathalie Schneyder, Jill Savery, Jill Sudduth, Emily Lesueur et Margot Thien,.